# Милър (окръг, Арканзас)
Вижте пояснителната страница за други значения на Милър.
Окръг Милър (на английски: Miller County) е окръг в щата Арканзас, Съединени американски щати. Площта му е 1650 km², а населението – 43 462 души (2010). Административен център е град Тексаркана.